# دوة تشي عليا
دوة تشي عليا هي قرية في مقاطعة مشكين شهر، إيران. عدد سكان هذه القرية هو 754 في سنة 2006.